# Орвен
Орвен (нем. Orvin) — коммуна в Швейцарии, в кантоне Берн. 
Входит в состав округа Куртелари. Население составляет 1227 человек (на 31 декабря 2006 года). Официальный код — 0438.